# Sadžád Barzí
Sadžád Barzí (* 5. března 1981 Teherán) je bývalý íránský zápasník – klasik.

## Sportovní kariéra
Zápasení se věnoval aktivně od 15 let. Specializoval se na řecko-římský styl. V íránské mužské reprezentaci se pohyboval od roku 2004 ve váze do 120 kg. Ve stejném roce se kvalifikoval na olympijské hry v Athénách, kde jako outsider postoupil ze základní skupiny přes dva favorizované Evropany, Maďara Mihály Deáka-Bárdose a Fina Juhu Ahokase. V turnaji ho zastavil až v semifinále Chasan Barojev z Ruska. V souboji o třetí místo nestačil na Američana Rulona Gardnera a obsadil 4. místo. V dalších letech na formu z olympijské sezony nenavázal. Od roku 2007 se na mezinárodních turnajích neobjevoval.

## Výsledky
| Turnaj            | 2004 | 2005 | 2006 |
| Turnaj            | 23   | 24   | 25   |
| Turnaj            | -120 | -120 | -120 |
| ----------------- | ---- | ---- | ---- |
| Olympijské hry    | 4.   |      |      |
| Mistrovství světa |      | —    | —    |
| Asijské hry       |      |      | —    |
| Mistrovství Asie  | 3.   | 3.   | 2.   |